# Abergement-lès-Thésy
Abergement-lès-Thésy är en kommun i departementet Jura i regionen Bourgogne-Franche-Comté i östra Frankrike. Kommunen ligger i kantonen Salins-les-Bains som tillhör arrondissementet Lons-le-Saunier. År 2022 hade Abergement-lès-Thésy 50 invånare.

## Befolkningsutveckling
Antalet invånare i kommunen Abergement-lès-Thésy
Referens:INSEE